# Onthophagus versus
Onthophagus versus là một loài bọ cánh cứng trong họ Bọ hung (Scarabaeidae).